# Ібрагім Сіссе
Ібрагім Сіссе (фр. Ibrahim Cissé, нар. 2 травня 1996, Париж) — французький футболіст, захисник угорського клубу «Ференцварош». Виступав також за низку французьких клубів. Дворазовий чемпіон Угорщини.

## Ігрова кар'єра
Ібрагім Сіссе народився 1996 року в Парижі. Займався в юнацьких командах футбольних клубів «Ле-Ліла», «Парі Сен-Жермен» та «Тур». У 2013 році Сіссе розпочав грати за другу команду клубу «Тур», а з 2014 року грав і за основну команду клубу, в якій виступав до 2018 року.
У 2018 році футболіст перейшов до складу клубу «Анже», проте в цьому клубі грав переважно за другу команду, і в 2020 році керівництво клубу віддало гравця в оренду до клубу «Париж». З 2020 до 2021 року захисник грав у складі клубу «Дюнкерк», а з 2021 до 2023 року в складі клубу «Кан».
У 2023 році Ібрагім Сіссе став гравцем угорського клубу «Ференцварош». У складі будапештського клубу футболіст став дворазовим чемпіоном Угорщини.

## Титули і досягнення
- Чемпіон Угорщини (2):

«Ференцварош»: 2023–2024, 2024–2025